# John Clifford, 7. Baron de Clifford

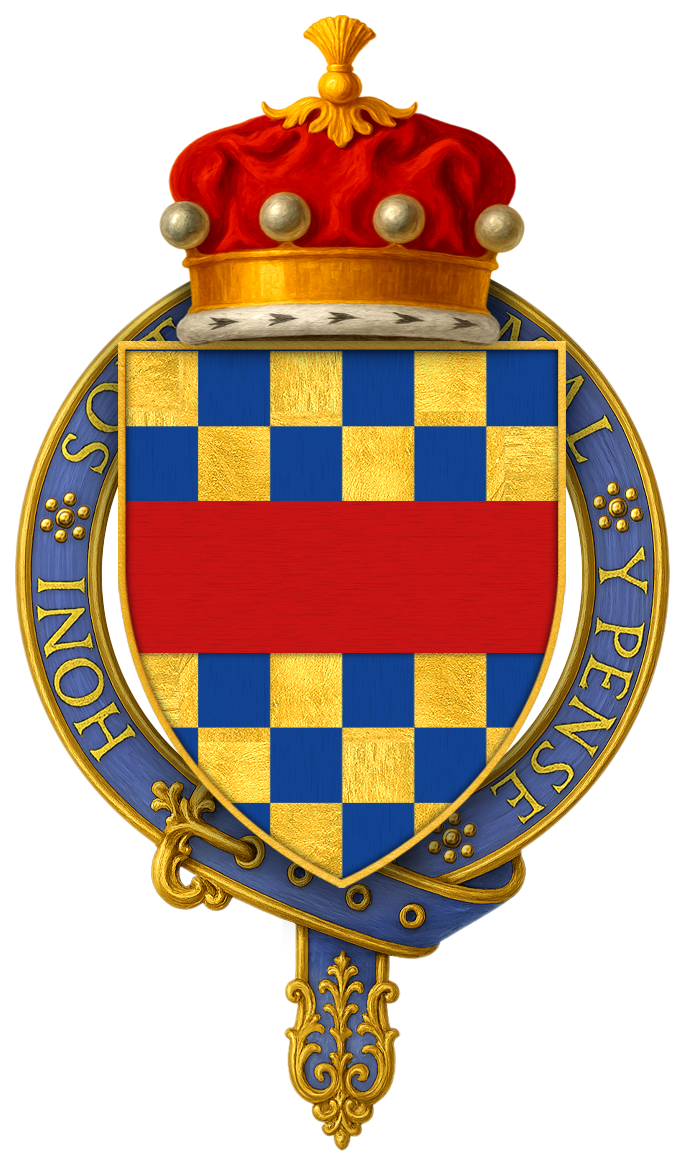
Wappen des John Clifford, 7. Baron de Clifford als Ritter des Hosenbandordens

John Clifford, 7. Baron de Clifford KG (* um 1388; † 13. März 1422 bei Meaux) war ein englischer Peer, Militär und Politiker.

## Herkunft und familiäres Umfeld
John Clifford entstammte einer der einflussreichsten anglo-normannischen Familien Englands, die bereits seit 1299 als Barone de Clifford erbliche Peers von England waren. Er war der einzige Sohn des Thomas de Clifford, 6. Baron de Clifford (um 1363–1391) aus dessen Ehe mit Elizabeth de Ros († 1424), Tochter des Thomas de Ros, 4. Baron de Ros.

## Leben
John Clifford war erst drei Jahre alt, als er beim Tod seines Vaters 1391 dessen Adelstitel als Baron de Clifford erbte. Er stand daher zunächst unter Vormundschaft. Unter König Heinrich IV. erfolgte 1410 die Erklärung seiner Volljährigkeit, so dass er 1411 seinen Sitz im House of Lords einnehmen und die ererbten Ländereien seines Vaters in Besitz nehmen konnte. 1413 nahm er an der Krönung König Heinrich V. teil, begleitete den König im Rahmen des Hundertjährigen Krieges 1415 auf dessen Feldzug nach Frankreich und kämpfte dort bei der Belagerung von Harfleur und der Schlacht von Azincourt. Er nahm an dem großen Turnier in Carlisle als einer der sechs englischen Ritter teil, die gegen sechs schottische Ritter antraten, und wurde dabei verwundet. Er wurde Sheriff der Grafschaft Westmorland und im Mai 1421 nahm ihn Heinrich V. als Knight Companion in den Hosenbandorden auf. Er diente später erneut in Frankreich und wurde dort während der Belagerung von Meaux am 13. März 1422 im Kampf erschlagen.

## Ehe und Nachkommen
Zwischen August 1403 und November 1412 heiratete er seine Nichte dritten Grades Elizabeth Percy († 1437), Tochter des Sir Henry Percy, genannt Hotspur.
- Thomas Clifford, 8. Baron de Clifford (1414–1455);
- Henry Clifford;
- Mary Clifford, ⚭ Sir Philip Wentworth († 1464), Gutsherr von Nettlestead in Suffolk.

Seine Witwe heiratete 1426 in zweiter Ehe Ralph Nevill, 2. Earl of Westmorland (1408–1484).